# Leucania goniosigma
Leucania goniosigma är en fjärilsart som beskrevs av George Francis Hampson 1905. Leucania goniosigma ingår i släktet Leucania och familjen nattflyn. Inga underarter finns listade i Catalogue of Life.